# Litholomia umbrifasciata
Litholomia umbrifasciata är en fjärilsart som beskrevs av Blackmore 1923. Litholomia umbrifasciata ingår i släktet Litholomia och familjen nattflyn. Inga underarter finns listade i Catalogue of Life.